# Romantiche
Romantiche è un film del 2023 diretto da Pilar Fogliati.

## Trama
Roma e dintorni fanno da sfondo alle vicende di quattro diverse ragazze. Eugenia è un'aspirante sceneggiatrice, arrivata al Pigneto dalla Sicilia in cerca del successo ma presto messa di fronte alla dura realtà; Tazia è una donna dei Parioli, aggressiva e dominatrice verso l'altro sesso; Michela è una ragazza di Guidonia, il cui legame con un carabiniere traballa davanti al ritorno di un amico d'infanzia per il quale ha sempre avuto un debole; infine Uvetta è una giovane aristocratica, desiderosa di uscire dal suo mondo per confrontarsi con la vita di tutti i giorni.
Nonostante le loro diversità, sono tutte legate da un animo romantico e dal frequentare la stessa psicologa, Valeria, con cui ognuna si confida e prova a cercare il proprio posto nel mondo.

## Colonna sonora
La colonna sonora del film contiene canzoni di Levante, Mina e Anna; le canzoni originali sono di Levante.
Tracce
1. Fa male qui (Levante) – 2:36
2. Se telefonando (Mina) – 3:02
3. Bando (Anna) – 2:48
4. Dall'alba al tramonto (Levante) – 3:52
5. Leggera (Levante) – 3:05

## Distribuzione
Il film è stato distribuito nelle sale cinematografiche italiane dal 23 febbraio 2023.

## Riconoscimenti
- 2023 - Nastro d'argento[1]
  - Migliore attrice in un film commedia per Pilar Fogliati
  - Candidatura alla migliore commedia
  - Candidatura alla migliore canzone originale per Levante

- 2023 - Globo d'oro[2]
  - Miglior commedia
  - Miglior attrice per Pilar Fogliati
  - Candidatura alla miglior opera prima